# Luis Jiménez de Asúa
Luis Jiménez de Asúa (Madrid, 19 de junio de 1889-Buenos Aires, 16 de noviembre de 1970) fue un jurista y político español que se desempeñó como vicepresidente del Congreso de los Diputados y representante de España ante la Sociedad de Naciones. Durante la dictadura franquista se exilió en Argentina. Fue presidente de la II República española en el exilio.

## Biografía

### Infancia y formación académica
Nacido en el número 84 de la madrileña calle de Hortaleza, fue bautizado con el nombre de Luis Gabriel Gervasio. Hijo primogénito del toledano Felipe Jiménez y García de la Plaza, y de la bilbaína Dolores de Asúa y de Bascarán. Años después, el matrimonio tendría un segundo hijo: Felipe Jiménez de Asúa.
Cursó el bachillerato en el Instituto General y Técnico Cardenal Cisneros, donde obtuvo quince sobresalientes, siete notables y siete aprobados. Realizó la licenciatura y el doctorado en la Facultad de Derecho de la Universidad Central de Madrid. Su tesis llevaba por título El sistema de penas determinadas a posteriori en la ciencia y en la vida. 
Tras conseguir una beca de la Junta para Ampliación de Estudios, viajó a Suiza, Francia y Alemania. En este viaje conoció al eminente penalista austríaco Franz von Liszt.

### Actividad docente

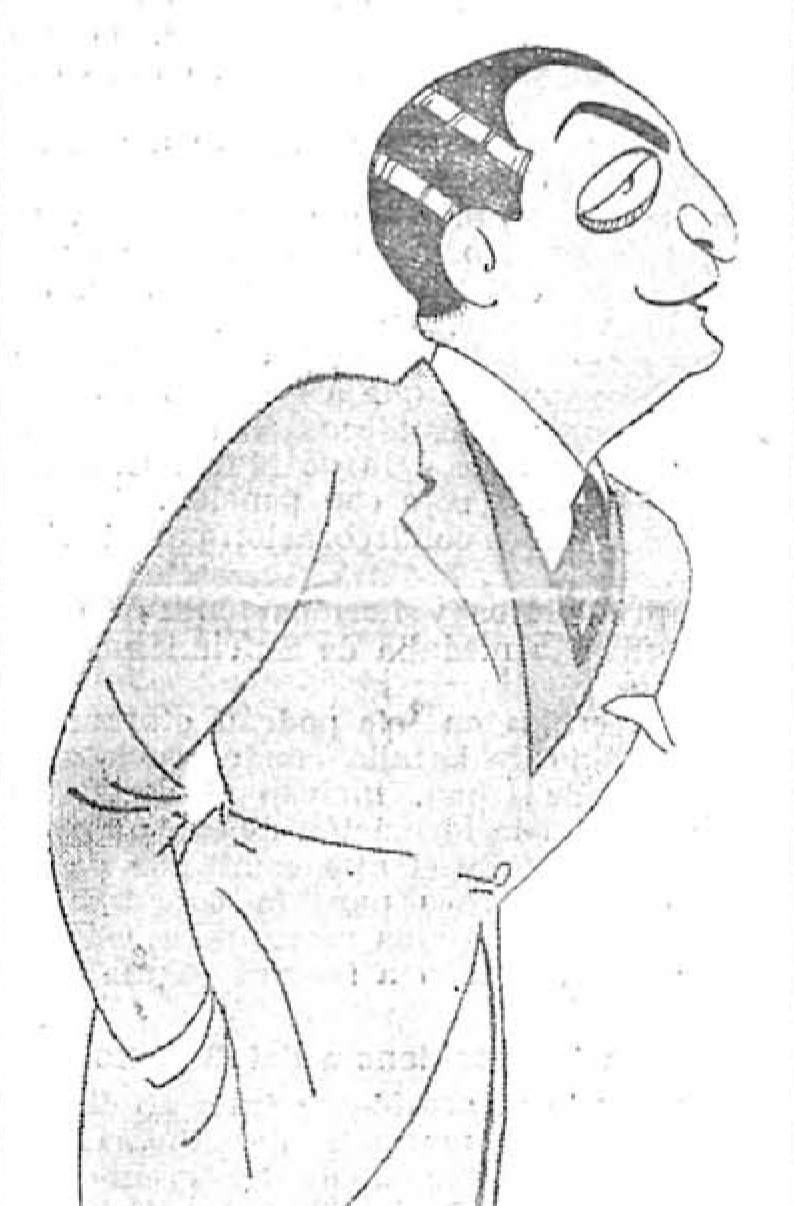
Caricaturizado por Pellicer en el periódico madrileño El Imparcial (1925)

Fue profesor de Derecho Penal en la Facultad de Derecho de la Universidad Central de Madrid. Por su protesta contra las vejaciones sufridas por Miguel de Unamuno por parte de la dictadura de Miguel Primo de Rivera, fue confinado en las islas Chafarinas en 1926. Renunció entonces a su cátedra en protesta por la intromisión de la dictadura en la universidad.

### Actividad política
En 1931 ingresó en el PSOE y fue elegido diputado a las Cortes Constituyentes por la circunscripción de Granada (provincia), presidiendo la comisión parlamentaria encargada de elaborar la nueva Constitución republicana. Director del Instituto de Estudios Penales, creado por Victoria Kent, participó en la redacción del Código Penal de 1932. Perteneciente a la llamada "ala moderada" del PSOE, fue vicepresidente de las Cortes salidas de las elecciones de febrero de 1936, en las que venció el Frente Popular. En junio de ese mismo año fue elegido vicepresidente de la Comisión Ejecutiva de su partido.

### Atentado
Como diputado y candidato socialista a vicepresidente de las Cortes sufrió el 12 de marzo de 1936 un atentado terrorista reivindicado por Falange Española de las JONS como venganza por el asesinato de Juan José Olano el día anterior. Era el primer atentado de la Falange contra un diputado de la nueva mayoría de gobierno. Salvó la vida, no así su escolta, Jesús Gisbert, que murió en el acto. En este atentado participaron miembros de Falange, a los cuales ayudó José Antonio Primero de Rivera en su huida. Un mes después Falange ordenó asesinar al magistrado instructor de la causa, Manuel Pedregal Luege.
Durante la guerra civil española ocupó cargos diplomáticos para la República en Polonia y Checoslovaquia, además de representar a España ante la Sociedad de Naciones.
La depuración como catedrático, sin lugar a proceso contradictorio alguno, se produjo mediante Orden Ministerial en febrero de 1939, junto a otros catedráticos:

... se separa definitivamente por ser pública y notoria la desafección de los catedráticos universitarios que se mencionarán al nuevo régimen implantado en España, no solamente por sus actuaciones en las zonas que han sufrido y en las que sufren la dominación marxista, sino también por su pertinaz política antinacionalista y antiespañola en los tiempos precedentes al Glorioso Movimiento Nacional. La evidencia de sus conductas perniciosas para el país hace totalmente inútiles las garantías procesales que, en otro caso constituyen la condición fundamental en todo enjuiciamiento, y por ello, este Ministerio ha resuelto separar definitivamente del servicio y dar de baja en sus respectivos escalafones a los señores: Luis Jiménez de Asúa, Fernando de los Ríos Urruti, Felipe Sánchez Román y José Castillejo Duarte, catedráticos de Derecho;José Giral Pereira, catedrático de Farmacia; Gustavo Pittaluga Fattorini y Juan Negrín López, catedráticos de Medicina; Blas Cabrera Felipe, catedrático de Ciencias; Julián Besteiro Fernández, José Gaos González Pola y Domingo Barnés Salinas, catedráticos de Filosofía y Letras, todos ellos de la Universidad de Madrid. Pablo Azcárate Flórez, Demófilo de Buen Lozano, Mariano Gómez González y Wenceslao Roces Suárez, catedráticos excedentes de Derecho
Orden del 4 de febrero de 1939, Ministerio de Educación Nacional.

## Exilio en Argentina

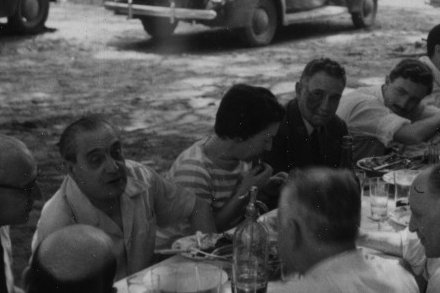
Jiménez de Asúa en Argentina en 1958

Terminada la guerra se exilió en Argentina, donde continuó su carrera docente en la Universidad Nacional de La Plata y en la Universidad Nacional del Litoral, además de dirigir el Instituto de Derecho Penal y Criminología de la Universidad de Buenos Aires hasta el golpe militar de 1966. Dirigió la Revista de Derecho Penal y Criminología hasta su fallecimiento. Su Tratado de Derecho Penal en siete tomos ha sido considerada una de las obras maestras de la materia. Refiriéndose a la misma, el penalista brasileño Nelson Hungría dijo que:

Si por una catástrofe atómica se perdieran todos los escritos sobre Derecho Penal pero se salvase el Tratado de Jiménez de Asúa, las generaciones futuras no habrían perdido nada.
Nelson Hungría

Mantuvo una estrecha relación con las organizaciones estudiantiles reformistas argentinas. Entre sus discípulos se destacaron  Enrique Bacigalupo, antiguo miembro del Tribunal Supremo de España y Guillermo Estévez Boero, quien sería presidente de la Federación Universitaria Argentina (FUA) y luego diputado nacional por el Partido Socialista de la Argentina (PSA); y Manuel de Rivacoba, catedrático de Derecho Penal y ministro sin cartera en el gobierno en el exilio de la República Española.
En 1962 fue nombrado presidente de la República Española en el exilio, cargo que ocupó hasta su fallecimiento en Buenos Aires el 17 de noviembre de 1970.

## Obras
- El Derecho penal del porvenir. La unificación del Derecho penal en Suiza (1916) Madrid, Reus
- El estado de necesidad: el hambre ante las leyes penales (1922) Madrid.
- El estado de necesidad en materia penal con especiales referencias a las legislaciones españolas y argentina (1922) Buenos Aires. Talleres gráficos de la Penitenciaria Nacional.
- El Derecho Penal en la República del Perú (1926) Valladolid-Madrid
- Libertad de amar y derecho a morir: Ensayos de un criminalista sobre eugenesia, eutanasia y endocrinología (Madrid, 1928)
- Un viaje al Brasil (1929) Madrid, Reus
- Al servicio del Derecho penal (1930) Madrid, Morata
- Al servicio de la Nueva Generación (1930) Madrid, Morata
- Notas de un confinado (1930) Madrid, Mundo Latino
- La teoría jurídica del delito (1931)
- Defensa de una Rebelión, Informe ante el Consejo Supremo del Ejército y Marina como Mandatario de D. Santiago Casares Quiroga (1931) Madrid, Morata
- Psicoanálisis criminal (1940) Buenos Aires, Losada.
- El criminalista (1941-1949) Buenos Aires, La Ley, 8 vols.
- La Constitución política de la democracia española (1942) Santiago de Chile, Ercilla
- La ley y el delito. Curso de dogmática penal (1945) Caracas, Andrés Bello
- La Constitución de la democracia española y el problema regional (1946)
- Tratado de Derecho penal (1949-1963) Buenos Aires, Losada, 7 vols.
- Lombroso (1960), Buenos Aires: Perrot
- Derecho Penal Soviético (1947) Buenos Aires, Tea, 354 págs.
- La Sentencia Indeterminada (1947) Buenos Aires, Tea, 450 págs.